# Santiago de Litém
Santiago de Litém é uma povoação portuguesa do Município de Pombal, distante cerca de 8 km a sul de Pombal, que foi sede da extinta Freguesia de Santiago de Litém, freguesia que tinha 31,02 km² de área e 2 237 habitantes (2011), e, por isso, uma densidade populacional de 72,1 hab/km².
A Freguesia de Santiago de Litém foi extinta (agregada), pela última reorganização administrativa do território das freguesias, de acordo com a Lei nº 11-A/2013 de 28 de Janeiro, tendo o seu território sido agregado ao das Freguesias de São Simão de Litém e de Albergaria dos Doze para constituir a União das freguesias de Santiago e São Simão de Litém e Albergaria dos Doze com sede em Albergaria dos Doze.
Santiago de Litém surgiu a partir de pequenos povoados moçárabes. Foi doada mais tarde aos freires da Ordem do Templo. No reinado de D. Manuel I foi anexada à vigararia de Pombal. Um marco importante na sua história foi a presença do historiador João de Barros que aqui viveu entre 1567 e 1570.
Santiago de Litém ocupa um lugar importante nos meios científicos internacionais relativo ao estudo de dinosauros. Foi aqui que foi encontrado o primeiro dinossauro terópodo intercontinental. Em 1988, foi descoberto o fóssil de um espécime de Allosaurus fragilis, que se julgava ter existido apenas no continente norte-americano.

## População
| População da freguesia de Santiago de Litém | População da freguesia de Santiago de Litém | População da freguesia de Santiago de Litém | População da freguesia de Santiago de Litém | População da freguesia de Santiago de Litém | População da freguesia de Santiago de Litém | População da freguesia de Santiago de Litém | População da freguesia de Santiago de Litém | População da freguesia de Santiago de Litém | População da freguesia de Santiago de Litém | População da freguesia de Santiago de Litém | População da freguesia de Santiago de Litém | População da freguesia de Santiago de Litém | População da freguesia de Santiago de Litém | População da freguesia de Santiago de Litém |
| ------------------------------------------- | ------------------------------------------- | ------------------------------------------- | ------------------------------------------- | ------------------------------------------- | ------------------------------------------- | ------------------------------------------- | ------------------------------------------- | ------------------------------------------- | ------------------------------------------- | ------------------------------------------- | ------------------------------------------- | ------------------------------------------- | ------------------------------------------- | ------------------------------------------- |
| 1864                                        | 1878                                        | 1890                                        | 1900                                        | 1911                                        | 1920                                        | 1930                                        | 1940                                        | 1950                                        | 1960                                        | 1970                                        | 1981                                        | 1991                                        | 2001                                        | 2011                                        |
| 1 823                                       | 2 445                                       | 1 685                                       | 2 697                                       | 3 128                                       | 3 118                                       | 3 692                                       | 3 806                                       | 4 163                                       | 3 789                                       | 3 014                                       | 2 556                                       | 2 322                                       | 2 550                                       | 2 237                                       |

## Localidades
Localidades da Freguesia de Santiago de Litém:
Alqueidão • Alto das Maricas • Andrés • Areeira • Arneiro de Pisão • Avelar • Barrigueira • Boavista • Bochas • Boldrarias • Bouça • Cabeço da Mata • Calvarias • Cançaria • Caracoleira • Cardais • Carreira • Casal da Mouca • Casal da Rosa • Casal das Freiras • Casal Novo • Catelaria • Corda do Queijo • Cova da Mata • Covões • Cubo • Cumeada • Espigão • Farroubal • Figueira do Casal • Fonte das Maricas • Gaia de Cima • Gatios • Gavaria • Grilos • Infesta • Junceira • Junqueira • Lameira • Lameirinha • Lapa • Lapa do Parouvelo • Maçoeira • Maricas • Matinho • Moita • Moutinhas • Murtais • Outão • Outeiro Alto • Outeiro da Cruz • Palhais • Palmeira • Pedras da Galeguia • Pinhete • Pisão • Ponte da Olhalva • Ponte do Sancho • Portela • Portinho • Remessa de Baixo • Remessa de Cima • Ribeira • Rocio • Roques • Salgada • Santa Ana • Santana • Santana de Baixo • Santiago de Litém • Santiais • São José • São Lourenço • São Vicente • Sardoal • Seixeira • Senhora da Gavaria • Serra de Bonha • Sobreira Velha • Sourão • Tojeira • Valada • Valdeira • Valdeira do Avelar • Vale da Brinha • Vale da Pereira • Vale da Salgueira • Vale do Peixe • Vale dos Bacharéis • Vale Feto

## Património
- Casa da Cultura de Santiago de Litém